# Cucumis aculeatus
Cucumis aculeatus är en gurkväxtart som beskrevs av Célestin Alfred Cogniaux. Cucumis aculeatus ingår i släktet gurkor, och familjen gurkväxter. Inga underarter finns listade i Catalogue of Life.